# Gayle & Gillian Blakeney
Gayle & Gillian Blakeney (Brisbane, 9 juli 1966) zijn een Australische eeneiige tweeling; ze werken als zangeressen en actrices en zijn vooral bekend van hun rollen in de soapserie Neighbours.

## Biografie

### Jaren 70 en 80
Gayle en de negen minuten jongere Gillian deden in hun jeugd mee aan talentenjachten en een Voice Kids-achtige zangwedstrijd. Ook schitterden ze in een reeks reclamespots voor Kellogg's Cornflakes. Vervolgens deden ze auditie voor de rol van Cassie in de pilotfilm Earth Control met Spike Milligan. Gillian won, maar omdat ook Gayle indruk maakte beloofden de producers haar een rol als tweelingzus in de serie mocht de pilot aanslaan. De pilot werd uiteindelijk afgewezen.
Tussen 1979 en 1982 waren de zusjes te zien in videoclips van de band The Monitors; Singin' in the 80s (met KISS-maskers), Nobody Told Me (als schoolmeisjes in de gevangenis) en Having You Around Me (als beach babes).
Dat ze tegengestelde karakters hebben bleek toen ze samen een flat deelden; Gillian deed het kluswerk en Gayle de huishoudelijke taken.
Vanaf 1983 maakten ze zeven jaar lang reportages voor het kinderprogramma Wombat, een soort Australische Telekids met inbegrepen soapparodie. Tussendoor werden er futuristische Coca-Cola-reclames gemaakt met Max Headroom.

### Jaren 90-heden
De doorbraak kwam toen Gayle en Gillian in 1990 hun opwachting maakten in Neighbours als de tweeling Christina en Caroline Alessi. Ook hier was er sprake van tegengestelde karakters; zo was Gillians Caroline een vlotte zakenvrouw terwijl Gayles leesbrildragende Christina voortdurend pech had, behalve dan dat ze enige tijd getrouwd was met Carolines baas Paul Robinson. Naar het voorbeeld van de allengs vertrokken Kylie Minogue en Jason Donovan trokken de zusjes in 1991 naar Engeland om een single op te nemen met het producerstrio Stock, Aitken & Waterman. All Mixed Up werd uitgebracht onder de naam The Twins en haalde slechts de 74e plaats in de Australische hitlijsten.
In 1992 keerden Gayle en Gillian terug op de set van Neighbours om hun laatste scènes als de Alessi-tweeling op te nemen; Caroline vertrok naar Milaan en ook Christina vestigde zich voor langere tijd in het buitenland met Paul en hun pasgeboren zoon Andrew (een van de latere smaakmakers in de serie).
Na de breuk met Stock, Aitken & Waterman brachten Gayle en Gillian twee singles uit onder hun eigen namen; Mad If Ya Don't (1993; #75) en een cover van het Prince-nummer (I) Wanna Be Your Lover (1994; #62 VK). Tijdens hun verblijf in Engeland speelden ze theaterrollen en presenteerden ze een spelprogramma.
Sinds 1994 wonen Gayle en Gillian in Los Angeles. Ze hebben er in films en televisieprogramma's gespeeld waaronder Silk Stalkings in 1995 (als ballerina's). Ze zijn beiden getrouwd en hebben bij elkaar vier dochters (Gayle drie, Gillian één). Verder hebben ze naast hun acteercarrière eigen bedrijfjes opgericht; zo verkoopt Gillian zelf ontworpen sjaals.
In juni 2019 kondigden Gayle en Gillian een terugkeer in Neighbours aan voor drie afleveringen; deze werden in september uitgezonden.